# Branimir
Branimir je moško osebno ime.

## Izvor imena
Branimir je ime, ki so ga uporabljali že stari Slovani in tudi Slovenci. Ime je zloženo iz velelnika brani in morfema mir. Imenu Branko, s tem pa tudi imenu Branimir , pomensko približno ustrezata imeni Aleksij in Aleksander.

## Različice imena
- moške različice imena: Brane, Branislav, Branko, Bronislav
- ženske različice imena: Branimira, Branimirka

## Pogostost imena
Po podatkih Statističnega urada Republike Slovenije je bilo na dan 31. decembra 2007 v Sloveniji število moških oseb z imenom Branimir: 531.

## Osebni praznik
V koledarju je ime Branimir glede na pomensko ustreznost uvrščeno k imenoma Aleksander oziroma Branko.